# 第23回ロサンゼルス映画批評家協会賞
第23回ロサンゼルス映画批評家協会賞は、ロサンゼルス映画批評家協会によって1997年の映画に贈られた映画賞である。

## 受賞
- 主演男優賞: 
  - ロバート・デュヴァル – The Apostle

- 主演女優賞:
  - ヘレナ・ボナム＝カーター – 『鳩の翼』

- アニメ映画賞: 
  - 『ヘラクレス』
  - The Spirit of Christmas

- 撮影賞:
  - ダンテ・スピノッティ - 『L.A.コンフィデンシャル』

- 監督賞: 
  - カーティス・ハンソン - 『L.A.コンフィデンシャル』

- ドキュメンタリー賞: 
  - Riding the Rails

- 作品賞:
  - 『L.A.コンフィデンシャル』

- 外国映画賞:
  - 『イゴールの約束』 ( ベルギー)

- 音楽賞: 
  - フィリップ・グラス - 『クンドゥン』

- 美術賞:
  - ピーター・ラモンド - 『タイタニック』

- 脚本賞:
  - 『L.A.コンフィデンシャル』 - ブライアン・ヘルゲランド、カーティス・ハンソン

- 助演男優賞: 
  - バート・レイノルズ - 『ブギーナイツ』

- 助演女優賞: 
  - ジュリアン・ムーア - 『ブギーナイツ』

- 特別賞: 
  - ピーター・ボグダノヴィッチ